# 신징
신징(중국어/일본어: 新京, 영어: Hsinking, 한국어: 신경)은 만주국의 수도로, 오늘날 중화인민공화국 창춘시이다. 1931년 9월 18일 일본에 의해 만주사변이 발생하였고, 다음 날 창춘은 함락되었다. 1932년 3월 1일 만주국이 건국되고, 3월 10일 창춘을 만주국의 수도로 선포하였다. 3월 15일에 신징으로 개명하였고, 8월 17일 신징특별시(新京特別市)로 승격되어, 만주국 국무원의 소속이 되었다. 1945년 8월 17일 만주국이 해체되자, 8월 20일 소련군에 점령되었고, 12월 20일 창춘으로 명칭이 되돌려졌다.

## 개요
1932년(대동 원년) 3월 9일 창춘에서 건국식전 및 청나라 마지막 황제 푸이의 만주국 집정 취임식이 거행되었다. 3월 10일 만주국 국무원은 만주국의 수도를 창춘으로 정하였고, 3월 14일 수도 창춘을 "새로운 국가의 수도"라는 뜻인 "신징"으로 명명하여 신징특별시가 탄생하였다. 신징은 태평양 전쟁의 종전까지 일본으로부터의 투자 및 만주국 정부·시 당국에 의한 대규모 수도 건설 사업이 전개되어 일본인 이민을 포함한 만주 각지로부터의 이주자에 의해 번영하였다. 인구도 1932년(대동 원년)의 약 13만명에서 1936년(강덕 3년) 10월 30만 2천명, 1940년(강덕 7년) 10월 55만 5천명, 1942년(강덕 9년) 4월 65만 5천명으로 증가하여, 1944년(강덕 11년) 86만 3천명의 대도시로 발전하였다. 1945년(강덕 12년) 일소중립조약을 파기한 소련의 만주 침공과 일본의 태평양 전쟁 패전에 의하여 8월 18일 만주국 황제 푸이가 퇴위하여 만주국은 해체되었다. 신징은 8월 20일 붉은 군대에게 점령되어 군정하에 놓여졌다. 동시에 창춘으로 개칭되어 현재에 이르고 있다.

## 인구
* 건국 이전의 인구
만주국 건국 이전의 인구는 1930년(민국 19년) 3월말의 통계에 따르면, 청네이 약 46,000명, 상부지 약 44,000명로 합계 약 9만명으로 추정된다. 1931년(민국 20년) 12월말의 통계에 따르면, 만철 부속지는 32,636명, 관청즈 부속지는 4,493명이며 합계 약 13만명에 지나지 않았다.
* 건국 이후의 인구
1933년(대동 2년) 4월 15일 임시 호구 조사를 실시하였는데, 인구는 126,309명(부속지 제외)이었다. 1934년(강덕 원년) 3월 수도경찰청의 조사에 의하면, 총 인구는 141,712명(부속지 제외)으로 증가한다. 이후에도 인구는 계속 증가하여 1936년(강덕 3년) 10월말 302,075명(부속지 포함), 1942년(강덕 9년) 4월 655,324명(부속지 포함)에 이르렀다. 1944년(강덕 11년) 863,607명(부속지 포함)에 이르고 있다.

### 1933년
만주국에서는 국적법이 제정되지 않았기 때문에, 아래의 만주인은 잠행민적법(暫行民籍法)에 있어서 한족・만주족・몽고족의 총칭이다. 또한 일본인은 본토인(오키나와 포함)을 가리키며, 한반도 출신자는 조선인이라고 표기한다. 외국인·그 외는 러시아인을 포함한 제3국인, 민족 불명은 만주인이지만 민족을 모르는 사람이다.
| 내역     | 합계      | 남       | 녀       |
| -------- | --------- | -------- | -------- |
| 총인구   | 126,309인 | 77,197인 | 49,112인 |
| 만주인   | 122,040인 | 74,463인 | 47,577인 |
| 일본인   | 1,519인   | 1,064인  | 455인    |
| 조선인   | 1,234인   | 663인    | 571인    |
| 외국인   | 69인      | 48인     | 21인     |
| 민족불명 | 1,447인   | 959인    | 488인    |

| 내역   | 합계     | 남       | 녀       |
| ------ | -------- | -------- | -------- |
| 총인구 | 42,677인 | 28,144인 | 14,533인 |
| 만주인 | 22,165인 | 16,869인 | 5,296인  |
| 일본인 | 17,288인 | 9,539인  | 7,749인  |
| 조선인 | 2,765인  | 1,501인  | 1,264인  |
| 외국인 | 459인    | 235인    | 224인    |

### 1934년
| 내역   | 합계      | 남       | 녀       |
| ------ | --------- | -------- | -------- |
| 총인구 | 145,436인 | 88,542인 | 56,894인 |
| 만주인 | 139,302인 | 85,054인 | 54,257인 |
| 일본인 | 4,418인   | 2,591인  | 1,827인  |
| 조선인 | 1,678인   | 892인    | 786인    |
| 외국인 | 38인      | 14인     | 24인     |

| 내역   | 합계     | 남       | 녀       |
| ------ | -------- | -------- | -------- |
| 총인구 | 58,459인 | 39,648인 | 18,811인 |
| 만주인 | 26,288인 | 21,214인 | 5,074인  |
| 일본인 | 29,268인 | 16,721인 | 12,547인 |
| 조선인 | 2,525인  | 1,517인  | 1,008인  |
| 외국인 | 378인    | 196인    | 182인    |

### 1936년
| 내역      | 합계      | 특별시    | 부속지   |
| --------- | --------- | --------- | -------- |
| 신징 전체 | 302,075인 | 237,723인 | 64,352인 |
| 만주인    | 236,825인 | 209,991인 | 26,834인 |
| 일본인    | 57,663인  | 23,707인  | 33,956인 |
| 조선인    | 6,806인   | 3,531인   | 3,275인  |
| 외국인    | 781인     | 494인     | 287인    |

### 1942년
| 내역                | 인구      |
| ------------------- | --------- |
| 총인구              | 655,324인 |
| 만주인              | 506,768인 |
| 일본인(조선인 포함) | 147,724인 |
| 기타(몽골·러시아인) | 728인     |

### 1944년
| 내역   | 인구      |
| ------ | --------- |
| 총인구 | 863,607인 |
| 만주인 | 680,216인 |
| 일본인 | 153,614인 |
| 조선인 | 29,185인  |
| 기타   | 592인     |

### 인구누년비교
| 연도                    | 총수         | 남             | 녀             |
| ----------------------- | ------------ | -------------- | -------------- |
| 1932년(대동 원년)       | 104,305인    | 남녀별상세불명 | 남녀별상세불명 |
| 1933년(대동 2년)        | 140,945인    | 82,913인       | 58,032인       |
| 1934년(강덕 원년)       | 160,381인    | 98,474인       | 61,907인       |
| 1935년(강덕 2년)        | 248,426인    | 155,420인      | 93,006인       |
| 1936년(강덕 3년)        | 246,824인    | 149,357인      | 97,467인       |
| 1937년(강덕 4년)        | 334,692인    | 200,202인      | 134,490인      |
| 1938년(강덕 5년)        | 378,325인    | 226,244인      | 152,081인      |
| 1939년(강덕 6년)        | 415,473인    | 248,921인      | 166,552인      |
| 1940년(강덕 7년) 5월말  | 447,300인    | 남녀별상세불명 | 남녀별상세불명 |
| 1941년(강덕 8년) 7월말  | 527,445인    | 남녀별상세불명 | 남녀별상세불명 |
| 1942년(강덕 9년) 4월말  | 655,324인    | 남녀별상세불명 | 남녀별상세불명 |
| 1943년(강덕 10년) 5월말 | 약 720,000인 | 남녀별상세불명 | 남녀별상세불명 |
| 1944년(강덕 11년)       | 863,607인    | 남녀별상세불명 | 남녀별상세불명 |

## 재정
신징은 신흥 도시로서 또한 일국의 수도로서 비약적으로 발전하여, 시영 사업 수입·시 보유 재산 수입·과세 수입 외에도 시 발행 채권 차입·일시 차입금 등의 방법으로 시 재정을 조달하였다. 그 경비는 수도로 정해진 1932년(대동 원년) 69만 5천원에 지나지 않았지만, 1934년(강덕 원년) 512만 6천원, 1941년(강덕 8년) 2339만 6천원, 1944년(강덕 11년) 예산은 9038만 5668원으로 1932년(대동 원년)의 경비와 대비하여 약 130배로 증가한다.

## 시가지

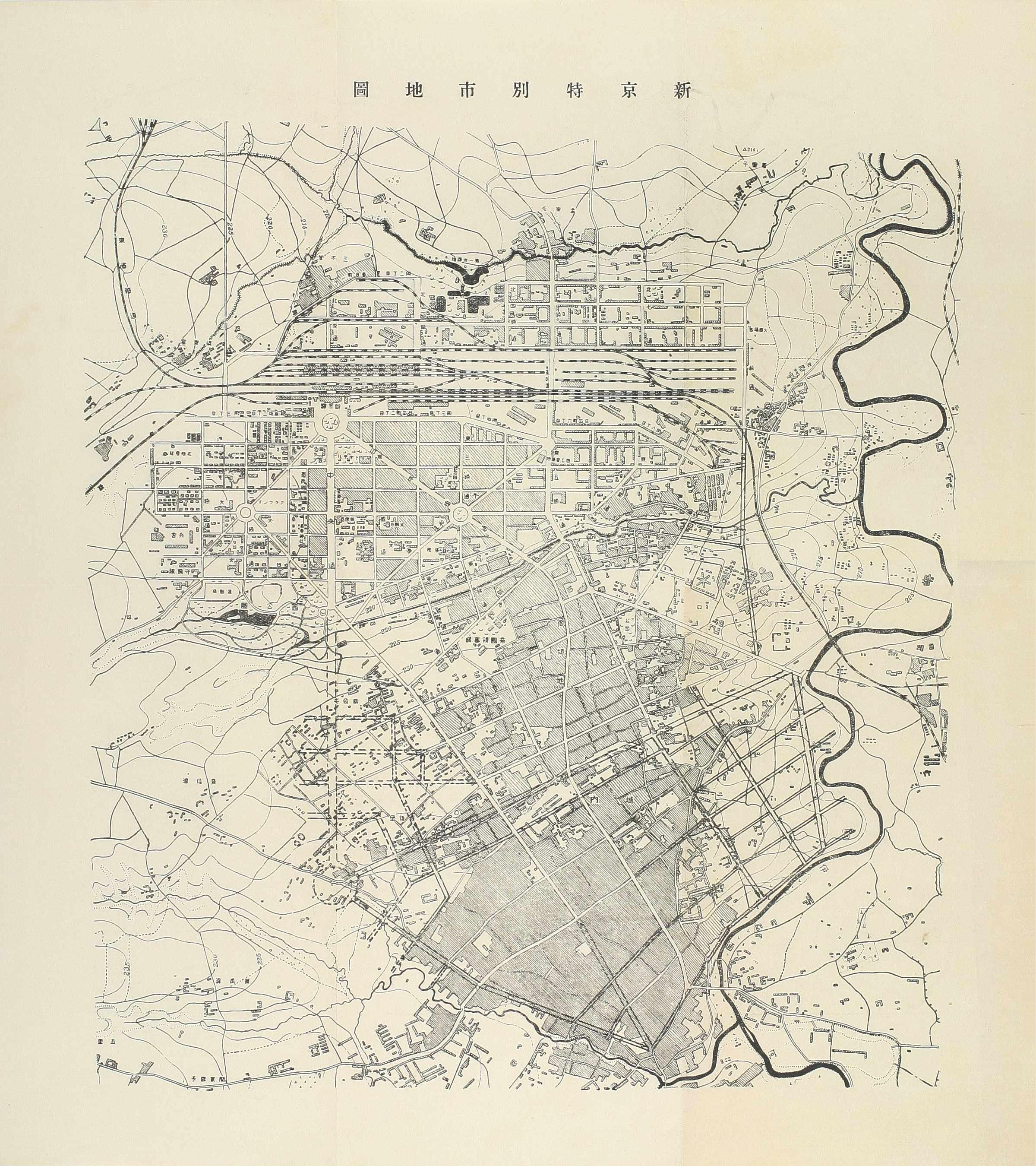
신징특별시지도(1933년)

신징의 시가는 구시가지(옛 창춘 시)와 수도 건설 사업에 의하여 만들어진 신시가지로 구분되며, 구시가지는 남쪽에서부터 청네이(城内, 창춘성), 상부지(商埠地), 만철 부속지, 관청즈(寛城子) 부속지의 4구역으로 크게 구분된다.

### 구시가지

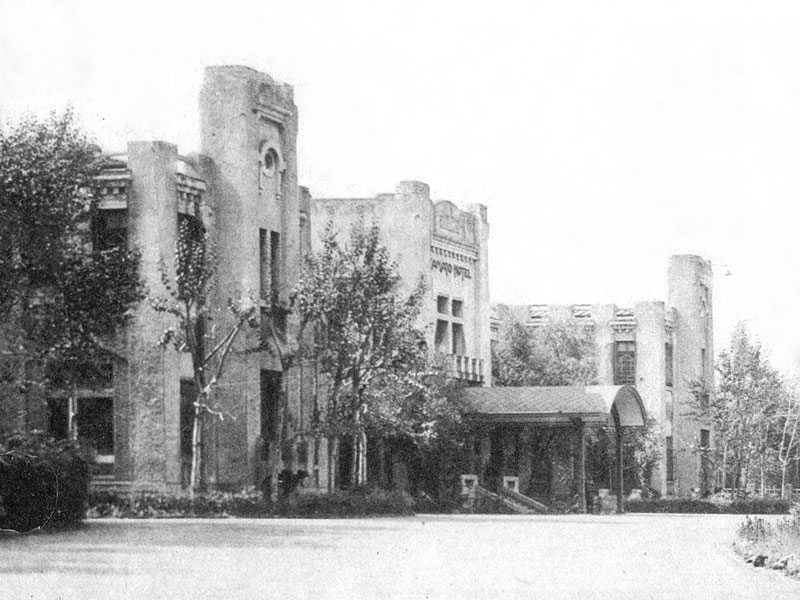
신징 야마토 호텔

- 청네이(城内, 창춘성)

신징은 요나라(遼)의 황룡부(黄龍府), 금나라의 제주(濟州), 명나라의 올랑합부(兀良合部)였으며, 청나라 때에는 몽골족의 공왕(公王, 자싸커(札薩克)로 불리는 칭기즈 칸의 자손)의 영지로, 내몽고궈얼뤄쓰첸기(内蒙古郭爾羅斯前旗)에 속하는 방목지였다. 당시 청나라는 "유조변장"(柳条辺牆)이라 불리는 목책을 마련해 만주 평원의 동쪽에 있는 만주족 옛 땅에 한인·몽고인의 침입을 금지하는 만주봉금정책을 시행하였지만, 만주 평원으로의 한인의 이주가 잇따르고 있었다. 1791년(건륭 56년), 첸궈얼뤄쓰전기의 공왕이 방목지에 은밀하게 한인을 이주시켜, 소작 계약을 맺고 농지를 개간시켰다. 이통하(伊通河) 우측 연안에 "창춘보"(長春堡)가 건설되었고, 1800년(가경 5년) 7월 지린장군(吉林將軍) 관할하의 창춘청(長春廳)이 새로이 둔으로 설치되었다. 1825년(도광 5년) 창춘청의 소재지가 남쪽으로 편재되어 북쪽의 관청즈(寛城子, 훗날 창춘성)로 이전하였지만, 명칭은 변함없이 창춘청으로 칭하였다. 이것이 창춘의 기원이며 별칭으로 관청즈로 불리었다. 1865년(동치 4년) 비적의 습격을 막기 위해서 현지 상인들이 자금을 모아 독자적으로 주위 20지리(支里, 1지리는 500m), 높이 1장 5척의 창춘성을 쌓아 올렸으며, 훗날 "성내"라고 불리는 시가지를 형성했다. 덧붙여 1920년경까지 성벽은 대부분이 철거되었다. 만주국 건국 이후, 신시가에 신청사가 완성할 때까지 교통부·입법원·감찰원·총상회·중앙은행 등의 가청사가 이 구역에 존재하였다.
- 상부지(商埠地)

상부지는 1905년(광서 31년/메이지 38년)에 《청일만주선후조약》(清日滿洲善後条約) 제1조에 준거하여, 청나라가 외국인 거류지로 지정·개방한 지역이다. 창춘은 랴오양(遼陽)·지린(吉林)·하얼빈(哈爾濱)·만저우리(满洲里) 등과 함께 16개소의 개부통상(開埠通商, 외국인에게 교역지로서 개방)의 도시였다. 창춘의 상부지는 1909년(선통 원년) 만철 부속지에 의하여 상업적 지위가 위협받는다고 생각한 현지 관헌이 창춘성 북문 밖과 만철 부속지 사이 및 부속지를 둘러싸는 토지를 매수해 설치한 것이다. 만철 부속지에 대한 대항책으로서 설치된 것이었지만, 상인의 이주를 촉진하여 만철 부속지와 청네이를 연결하는 역할을 하였고 창춘 전체의 발전에 공헌하였다. 덧붙여 상부지 및 청네이에 있어서도 주요 도로는 정비되어 있었지만, 시가지 이외의 도로는 대부분 정비되지 않았다. 상부지는 서쪽의 대경로(大經路)와 동쪽의 대마로(大馬路, 북문외대가(北門外大街)로부터 개칭)의 2개의 대로를 기축으로 하여서, 부속지 및 청네이로 통하는 도로가 있었다. 이러한 수십 개의 도로가 시가지를 형성하였다. 가장 번성한 대마로의 양측으로 크고 작은 상점이 만철 부속지의 니혼바시통(日本橋)으로 이어졌고 창춘역까지 다다랐다. 만주국 건국 이후, 도로 교량의 수축과 신도로의 건설, 상수도의 정비로 시가지가 재정비되었다. 신시가지 정비까지 만주국 정부의 중요 기관도 대체로 이 구역에 존재하였다.
- 관청즈(寛城子) 부속지

1901년(광서 27년) 러시아 제국의 국책 회사인 동청 철도(東清鉄道, 훗날 중동 철도)에 의해 동청 철도 남만주 지선이 부설되어 창춘성으로부터 북서쪽의 이도구(二道溝)에 역이 설치되었다. 창춘의 옛 명칭으로부터 관청즈역이라고 명명되어 역주변을 둘러싸는 553ha에 이르는 장방형의 토지가 동청 철도 관청즈 부속지로 여겨졌다. 덧붙여 관청즈역 주변의 지명이 정식으로 관청즈가 된 것은 철도 부속지가 되고 나서이다. 1936년(강덕 3년) 1월, 만주국이 북만철로(중동 철도)를 소비에트 사회주의 연방공화국으로부터 매수한 일에 수반하여, 소련의 관리하에 있던 철도 부속지가 만주국에 편입되어 관청즈 부속지도 정식으로 신징특별시의 행정구역에 포함되었다.
- 만철 부속지

1905년 러시아 제국과 체결한 포츠머스 조약에 의해, 일본은 창춘(관청즈)부터 뤼순에 이르는 동청 철도 남만주 지선을 양도받았고, 남만주 철도(만철)로 개명되었다. 또한, 러시아가 철도 보호를 위한 토지로 동청 철도에서 보유하고 있던 철도 부속지도 일본에게 양도되어 만철 부속지로 개칭되었다. 이때 철도의 분할점을 둘러싸고 일본과 러시아의 의견이 대립하였다. 일본은 관청즈역에서의 분할을 주장하였지만, 러시아는 관청즈역을 포함하지 않는 창춘 이남에서의 분할을 주장하였으며 관청즈역 및 부속지를 일본과 공유하자고 제안하였다. 1907년 4월 분할점을 멍자툰(孟家屯) 북방 4km의 8리보(里堡, 훗날 남신징역 부근)로 결정하여, 관청즈역 및 부속지는 일본과 러시아의 공유가 되었다. 하지만 편의상 러시아가 점유하였고, 토지 평가액의 절반에 상당하는 56만 393루블을 러시아에게 유상 양도하였다. 만철은 관청즈역 및 부속지를 얻지 못하여, 창춘에 새로운 정거장을 마련하기 위해서 창춘성의 북측, 관청즈 부속지의 남동측에 위치하는 터우다오거우(頭道溝) 일대의 매수에 착수하였다.
당시 터우다오거우 부근은 불과 수십 호의 농가가 있는 수수밭에 불과하였다. 1907년 3월 만철은 청네이에 진출하고 있던 미쓰이 물산(三井物産) 창춘 출장소를 통해서 용지 매수를 시도하였지만, 도중에 현지 관헌에게 발각되어 청일 정부 간의 외교 교섭을 거쳐서, 재차 현지 관헌과 용지 교섭이 개시되었다. 매수 가격은 현지 상부공사(商埠公司)의 표준 매수 가격(일본 엔으로 환산하여 1평당 약 10전에 상당)에 약간 추가하여 입목·건물의 보상도 하였다. 동년 9월까지 매수를 완료하여 매수지는 "만철 창춘 부속지"로 명명되었다. 매수 총면적은 150만 3448평 7합, 매수 대금은 33만 875엔 74전, 이밖에도 궈얼뤄쓰첸기왕부(郭爾羅斯前旗王府)에 상납금을 납입하여 매수 총액은 약 40만 엔에 이르렀다. 그 후, 수원지(水源地) 용도로 이통하 지류의 북쪽 인접지, 일본 영사관 용도로 상부지의 일부(1만평)를 매수하여, 1912년 만철 부속지의 면적은 152만 8085평이 되었다. 1926년 부속지 서쪽 차량기지 용지 약 100만m, 1932년 국도건설 구역과 연결된 지역(서부 부속지와 통칭) 72만 8천m를 매수하여, 1933년 면적은 210만 6900평까지 다다랐다.

### 신시가지

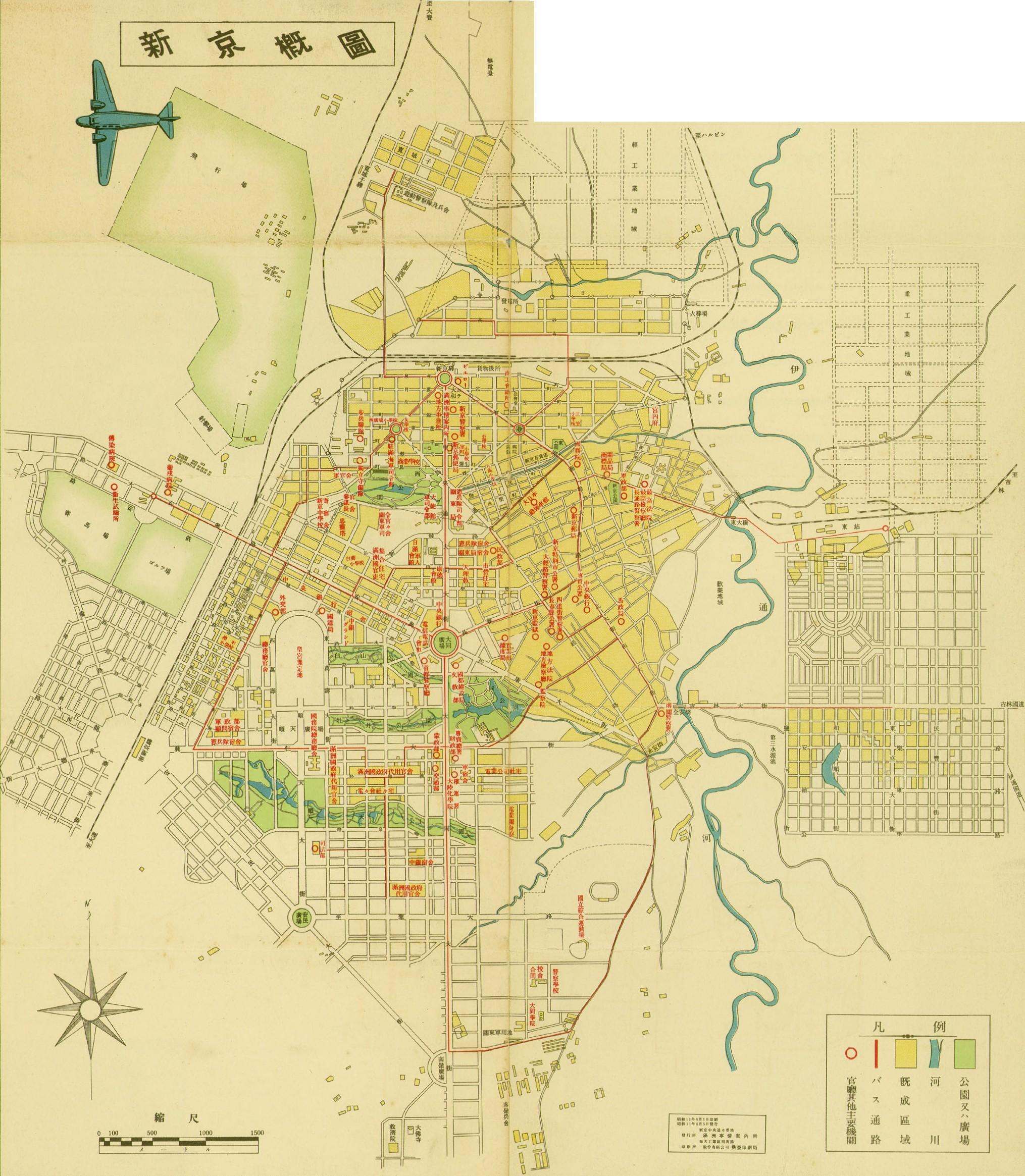
신징특별시지도(1936년)

1932년(대동 원년) 3월, 만철경제조사회에서 신징 도시계획의 입안을 시작하였다. 한편, 동년 4월 1일 만주국 국무원 직속의 국도건설국이 설치되어, 신징의 지형 측량 및 지적 측량과 수도 건설의 입안을 시작하였다. 동년 8월, 관동군 특무부의 주최로 관동군·만주 철도·만주국 국무원의 3자에 의한 연합타합회(連合打合会)가 개최되어, 만철경제조사회와 국도건설국의 양안이 비교되었다. 집정부와 관청가의 위치를 둘러싸고 만철경제조사회와 국도건설국가 대립하였다. 동년 11월 17일, 만철경제조사회안을 받아들인 국도건설국의 최종 변경안이 결정되었다. 사업 개시에 앞서 수도 건설 계획 구역 및 그 주위에 대한 지채(地債) 매매 금지령을 발포하여, 민간에 있어서 토지의 매매·담보 등이 금지되어 토지의 사재기와 지가 상승 등의 폐해를 제거하였다.

## 같이 보기
- 남만주 철도
- 만주국의 행정 구역